# Seres
Seres (gr. Σέρρες; kath. Σέρρα; bułg. Sjar, Ser, Syres; tur. Serez) – miasto w Grecji, w administracji zdecentralizowanej Macedonia-Tracja, w regionie Macedonia Środkowa, w jednostce regionalnej Seres. Siedziba gminy Seres. Leży niedaleko Salonik. W 2011 roku liczyło 58 287 mieszkańców.

## Miasta partnerskie
- Błagojewgrad, Bułgaria
- Petricz, Bułgaria
- Weliko Tyrnowo, Bułgaria